# Muscolo geno articolare
Il muscolo geno articolare è un piccolo muscolo, facente parte del comparto anteriore dei muscoli della coscia.

## Anatomia
Di piccole dimensioni, solitamente nascosto dal muscolo vasto intermedio, da cui deriva come un numero variabile di fasci muscolari, che originano dalla superficie anteriore della parte distale della diafisi femorale, si porta poi inferiormente per inserirsi alla membrana sinoviale dell'articolazione del ginocchio e alla parete superiore della borsa sovrapatellare.

## Innervazione
Essendo composto di fasci derivati dal muscolo vasto intermedio, ne condivide l'innervazione: ed è infatti innervato dal nervo femorale.

## Funzione
Il muscolo geno articolare tende la membrana sinoviale superiormente durante l'estensione della gamba in modo tale da prevenire la compressione delle pieghe che, formatesi, verrebbero compresse tra il femore e la patella.